# Чемпионат России по дзюдо 1994
III Чемпионат России по дзюдо проходил в Красноярске в Школе высшего спортивного мастерства с 18 по 22 декабря 1994 года, параллельно состоялись семинар судей и отчётная конференция. В соревнованиях приняли участие около 500 спортсменов.

## Медалисты

### Мужчины
| Категория                   | Золото                                       | Серебро                                            | Бронза                                                                                        |
| --------------------------- | -------------------------------------------- | -------------------------------------------------- | --------------------------------------------------------------------------------------------- |
| Наилегчайший вес (до 60 кг) | Николай Ожегин Урай, Тюменская область       | Игорь Жучков Челябинск, Челябинская область        | Вардан Восканян Москва Алексей Котов Москва                                                   |
| Полулёгкий вес (до 65 кг)   | Александр Караханов Пермь, Пермская область  | Валерий Потапов Тюмень, Тюменская область          | Гарик Айвазян Красноярск, Красноярский край Сергей Горлов Тюмень, Тюменская область           |
| Лёгкий вес (до 71 кг)       | Сергей Космынин Минусинск, Красноярский край | Сергей Колесников Курган, Курганская область       | Андрей Игнатенко Челябинск, Челябинская область Анатолий Ларюков Владикавказ, Северная Осетия |
| Полусредний вес (до 78 кг)  | Константин Савчишкин Елец, Липецкая область  | Алексей Шарунов Екатеринбург, Свердловская область | Александр Коновалов Майкоп, Адыгея Евгений Кошкин Волгоград, Волгоградская область            |
| Средний вес (до 86 кг)      | Олег Мальцев Красноярск, Красноярский край   | Анатолий Яковлев Уфа, Башкортостан                 | Станислав Жуков Рязань, Рязанская область Сергей Игнатьев Красноярск, Красноярский край       |
| Полутяжёлый вес (до 95 кг)  | Дмитрий Сергеев Рязань, Рязанская область    | Павел Столбов Красноярск, Красноярский край        | Александр Сидоров Москва Джабраил Баркалаев Махачкала, Дагестан                               |
| Тяжёлый вес (свыше 95 кг)   | Евгений Печуров Коломна, Москва              | Дмитрий Платунов Санкт-Петербург                   | Андрей Мисягин Челябинск, Челябинская область Шамиль Расулов Дагестан                         |
| Абсолютная категория        | Дмитрий Платунов Санкт-Петербург             | Владимир Кравчук Красноярск, Красноярский край     | Замир Абдулкеримов Махачкала, Дагестан Гамзат Расулов Махачкала, Дагестан                     |

### Женщины
| Категория                   | Золото                                             | Серебро                                                      | Бронза                                                                                      |
| --------------------------- | -------------------------------------------------- | ------------------------------------------------------------ | ------------------------------------------------------------------------------------------- |
| Наилегчайший вес (до 48 кг) | Татьяна Кувшинова Дзержинск, Нижегородская область | Светлана Комарова Дзержинск, Нижегородская область           | Любовь Брулетова Пермь, Омская область Милана Клейна Тюмень, Тюменская область              |
| Полулёгкий вес (до 52 кг)   | Марина Ковригина Красноярск, Красноярский край     | Наталья Арановская Майкоп, Адыгея                            | О. Костина Дзержинск, Нижегородская область Виктория Волотова Москва                        |
| Лёгкий вес (до 56 кг)       | Татьяна Миньковская Пермь, Тюменская область       | Зульфия Гарипова Казань, Татарстан                           | Лия Галиуллина Уфа, Башкортостан Алиса Булыгина Омск, Омская область                        |
| Полусредний вес (до 61 кг)  | Елена Петрова Санкт-Петербург                      | Татьяна Богомягкова Пермь, Пермская область                  | Наталья Павлова Тверь, Тверская область Элина Новгородцева Санкт-Петербург                  |
| Средний вес (до 66 кг)      | Елена Котельникова Липецк, Липецкая область        | Елена Гусева Москва                                          | Ольга Матвеева Самара, Самарская область Ольга Серикова Тюмень, Тюменская область           |
| Полутяжёлый вес (до 72 кг)  | Виктория Казунина Москва                           | Светлана Галянт Петропавловск-Камчатский, Камчатская область | Марина Злобина Пермь, Пермская область Светлана Большакова Тюмень, Тюменская область        |
| Тяжёлый вес (свыше 72 кг)   | Светлана Гундаренко Челябинск, Челябинская область | Ирина Родина Тула, Тульская область                          | Татьяна Лопарева Тюмень, Тюменская область Галина Рыбалко Краснодар, Краснодарский край     |
| Абсолютная категория        | Ирина Родина Тула, Тульская область                | Оксана Болтенкова Пермь, Пермская область                    | Теа Донгузашвили Владикавказ, Северная Осетия Людмила Климчук Красноярск, Красноярский край |

## Командный зачёт
В командном зачёте места распределились следующим образом:
1. Красноярский край (44,5 очка)
2. Тюменская область (39,5 очков)
3. Москва (32 очка)